# Andrés García
Andrés García (ur. 24 maja 1941 w Santo Domingo, Dominikana, zm. 4 kwietnia 2023 w Acapulco) – dominikański aktor, występujący głównie w meksykańskiej telewizji.

## Życiorys
Urodził się w Santo Domingo jako syn kapitana lotnictwa Andrésa Garcíi La Calle (1909–1973). Jego rodzice są z pochodzenia Hiszpanami, jednak przeprowadzili się do Meksyku, w czasie wczesnego dzieciństwa Garcíi. 
Swoją karierę w kinie rozpoczął w wieku 25 lat, podczas występu w filmie Chanoc, w roli osoby o tym samym imieniu. Później, w 1970 roku rozpoczął występy w telewizji, które trwały jeszcze przez trzy dekady.
Andrés García trzy razy się ożenił i ma 16 dzieci. Wśród jego dzieci są dwaj aktorzy - Andrés García Jr. (ur. 1968), Leonardo García (ur. 1972) oraz aktorka Andrea García (ur. 1975). 
W 2002 roku sprzeciwił się meksykańskiej piosenkarce, Lupicie D’Alessio, oskarżając swojego syna (Andrésa Garcíę juniora) o utrzymywanie związków homoseksualnych z byłym mężem D’Alessio (niemieckim modelem, Christianem Rossen), kiedy obaj pracowali dla tej samej agencji modeli.
Zmarł 4 kwietnia 2023 w wieku 81 lat. Oficjalną przyczyną śmierci była marskość wątroby.

## Filmografia

### Telenowele
- Prawo pożądania (2005)
- Mujeres engañadas (1999)
- Cristina (1998)
- Con toda el alma (1996)
- La mujer prohibida (1991)
- El magnate (1990)
- Mi nombre es coraje (1988)
- Herencia Maldita (1985)
- Tú o nadie (1985)
- Paloma
- Ana del aire (1974)
- El carruaje (1972)
- La sonrisa del diablo (1970)
- Las gemelas (1972)
- Velo de novia (1971)
- Yo sé que nunca (1970)

### Programy telewizyjne
- La Hora Pico (2001)
- Hermelinda linda (1981)

### Filmy
- King of Texas (2002)
- Señales de ruta (2000)
- Puppet (1999)
- Noi siamo angeli (1996)
- El Jinete de acero (1994)
- Perros de presa (1992)
- Programado para morir (1989)
- Buscando la muerte (1989)
- Deuda saldada (1989)
- Los Plomeros y las ficheras (1987))
- Solicíto marido para engañar (1987))
- Asesino nocturno (1987)
- El Niño y el Papa (1986)
- Entre compadres te veas (1986)
- El Cafre (1985)
- La Risa alarga la vida y algo más (1985)
- Mi fantasma y yo (1985)
- Toña machetes (1985)
- Sangre en el Caribe (1984)
- Los Amantes del señor de la noche (1983)
- Las Modelos de desnudos (1983)
- La Venganza de Maria (1983)
- Cazador de demonios (1983)
- Inseminación artificial (1983)
- Se me sale cuando me río (1983)
- Pedro Navaja (1983)
- La Leyenda del tambor (1981)
- El Macho bionico (1981)
- Chile picante (1981)
- Gallina muy ponedora, Una (1981)
- El Jinete de la muerte (1980)
- Las Mujeres de Jeremías (1980)
- El Sexo sentido (1980)
- Las Cabareteras (1980)
- Las Tentadoras (1980)
- Mírame con ojos pornográficos (1980)
- Sexo vs. sexo (1980)
- Amigo (1980)
- D.F./Distrito Federal (1979)
- Carlos el terrorista (1979)
- Day of the Assassin (1979)
- Cuchillo (1978))
- Encuentro en el abismo (1978))
- Manaos (1978))
- Bermude: la fossa maledetta (1978)
- Muñecas de medianoche (1978)
- Il triangolo delle Bermude (1978)
- La Llamada del sexo (1977)
- Tintorera (1977)
- Cyclone (1977)
- El Cuatro dedos (1976)
- El Trinquetero (1974)
- La Corona de un campeón (1974)
- Aventuras de un caballo blanco y un niño (1974)
- Adios, New York, adios (1973)
- Moriras con el sol (1973)
- El Principio (1972)
- La Amargura de mi raza (1972)
- Los Destrampados (1971)
- Nadie te querrá como yo (1971)
- El Negocio del odio (1970)
- Minifaldas con espuelas (1970)
- Super Colt 38 (1969)
- Besos, besos y más besos (1969)
- El pinto, y el ColoradoGiro (1979)